# Sarcolaena multiflora
Sarcolaena multiflora är en tvåhjärtbladig växtart som beskrevs av Thou.. Sarcolaena multiflora ingår i släktet Sarcolaena och familjen Sarcolaenaceae. Inga underarter finns listade i Catalogue of Life.